# Баранюк Йосип Михайлович
Йосип Михайлович Бараню́к (2 серпня 1868, Москалівка — 1942, Косів) — український народний майстер художньої кераміки. Син Михайла Баранюка, онук Івана Баранюка. 

## Творчість
Виготовляв переважно миски та полумиски, а також дзбанки, кухлі та свічники, розписуючи їх геометричними і рослинними композиціями. У розписі берегів застосовував мотиви малих і великих трикутників, крапок, «сердечок», «підков»; в оздобленні дна і боків здебільшого використовував мотиви «вазона» з різним заповненням розет і листків або хрещатого хреста. Композиції переважно однотипні, деякі елементи декору часто виконані циркулем. У декорі деяких дзбанків початку 20 століття, оздоблених рослинно-геометричним орнаментом, є ритовані авторські підписи. Посуд вкривав поливою, розписував червоною, зеленою і жовтою фарбами на білому тлі у техніках ритування та ріжкування.
Роботи майстра зберігаються в Національному музеї народного мистецтва Гуцульщини і Покуття в Коломиї (26 творів), Музеї етнографії та художнього промислу Інституту народознавства НАН України у Львові, Національному музеї українського народного декоративного мистецтва у Києві.